# Saggio
Der Saggio (Plural Saggi), auch Saza, war ein italienisches Gewichtsmaß in Venedig.
- 1 Saggio = 1/6 Unze
- 1 Saggio = 24 Karat[2]